# 米国キリスト教会協議会
米国キリスト教会協議会（べいこくキリストきょうかいきょうぎかい、英語: National Council of Churches of Christ）は略称NCC-USAで、アメリカ合衆国最大のキリスト教エキュメニカル団体である。

## 加盟団体
米国キリスト教会協議会には現在、38の信仰団体が加盟している。その会員はメインライン・プロテスタント団体、正教会の団体、アフリカ系アメリカ人の団体、福音主義団体、歴史的平和教会含んでいる。
全加盟団体の教会は10万を超え、信者数は4千万人になる。1908年に連邦キリスト教会として発足して、様々な合併を重ねて、1950年に米国キリスト教会協議会として組織された。

## 活動分野
活動分野はアメリカ国内はもちろん、世界教会協議会の会員としても、様々な分野で渡っている。社会的信条、ワシントンD.C.での活動、公民権運動、ベトナム戦争、中東の平和、貧困問題、環境問題、拘禁刑の問題などに携わってきた。また20世紀後半以降に広く使われてきた『改訂標準訳聖書』、『新改訂標準訳聖書』の翻訳、出版に携わってきた。

## 参照項目
- 米国キリスト教会協議会の参加団体一覧（List of National Council of Churches members）
- 世界教会協議会
- 日本キリスト教協議会